# Zirka Kropyvnytsky
Maillots
Le Futbolny Klub Zirka Kropyvnytsky (en ukrainien : Футбольний Клуб Зірка Кропивницький), plus couramment abrégé en Zirka Kropyvnytsky, est un club ukrainien de football fondé en 1911 et basé dans la ville de Kropyvnytsky.
Il a notamment remporté la deuxième division à trois reprises.

## Bilan sportif

### Palmarès
| Compétitions nationales                                                                                               |
| --- |
| - Championnat d'Ukraine D2 (3) : - Champion : 1995, 2003 et 2016. - Championnat d'Ukraine D3 (1) : - Champion : 2009. |

### Classements en championnat
La frise ci-dessous résume les classements successifs du club en championnat d'Union soviétique.
La frise ci-dessous résume les classements successifs du club en championnat d'Ukraine.

## Personnalités du club

### Présidents du club
- Maksym Berezkin

### Entraîneurs du club
| - Yevgeny Goryansky (1958 - 1960) - Viktor Zhyline (1963 - 1964) - Hennadiy Rudynskyi (1966) - Yosyp Lifshyts (1967) - Anatoliy Arkhipov (1968) - Abram Lerman (1969) - Vladimir Dobrikov (1970) - Viktor Tretyakov (1971 - 1972) - Viktor Zhyline (1973) - Oleksandr Rastorhouyev - Hryhoriy Ichtchenko (1987) - István Sándor (1988 - 1989) - Oleksiy Katsman (1989 - 1990) - Nikolai Latysh (1991) - Yuriy Horozhankin (1991) - Mykola Fedorenko (1992 - 1993) - Ihor Kalyta (1993) | - Valeriy Samofalov (1993) - Oleksandr Ichtchenko (1993 - 1997) - Mykhaylo Kalyta (1997) - Oleksandr Dovbiy (1997 - 1998) - Serhiy Strachnenko (1998) - Oleksandr Ichtchenko (1998 - 2000) - Yuriy Koval (2000 - 2004) - Oleksandr Aleksyeyev (2004) - Vadym Darenko (2004 - 2005) - Mykola Lapa (2005) - Oleksandr Soukhov (2005) - Volodymyr Sharane (2005) - Oleksandr Myzenko (2005) - Valeriy Povstenko (2005 - 2006) - Ihor Zhabtchenko (2008 - 2010) - Oleksandr Deriberine (2010) - Anatoliy Bouznyk (2010 - 2011) | - Ihor Zhabtchenko (2011) - Andriy Antonov (2011) - Vadym Yevtushenko (2011 - 2012) - Illya Blyznyuk (2012 - 2013) - Samir Hasanov (2013) - Mykola Fedorenko (2013 - 2014) - Anatoliy Bouznyk (2014) - Samir Hasanov (2014) - Serhiy Lavrynenko (2014 - 2015) - Serhiy Lavrynenko (2015) - Dario Hernan Drudi (2016) - Viktor Dohadailo (2016) - Roman Monaryov (2016 - 2017) - Roman Monaryov (2017 - 2018) - Andriy Horban (2018 - 2019) - Samir Hasanov (2019) |